# 烏姆島
烏姆島（英語：my Island）是南極洲的島嶼，位於麥克羅伯特森地，處於坎貝爾角東北面0.9公里，根據挪威探險隊拍攝的空中照片繪入地圖，現時由南極條約體系管理。